# Sierk Radzei

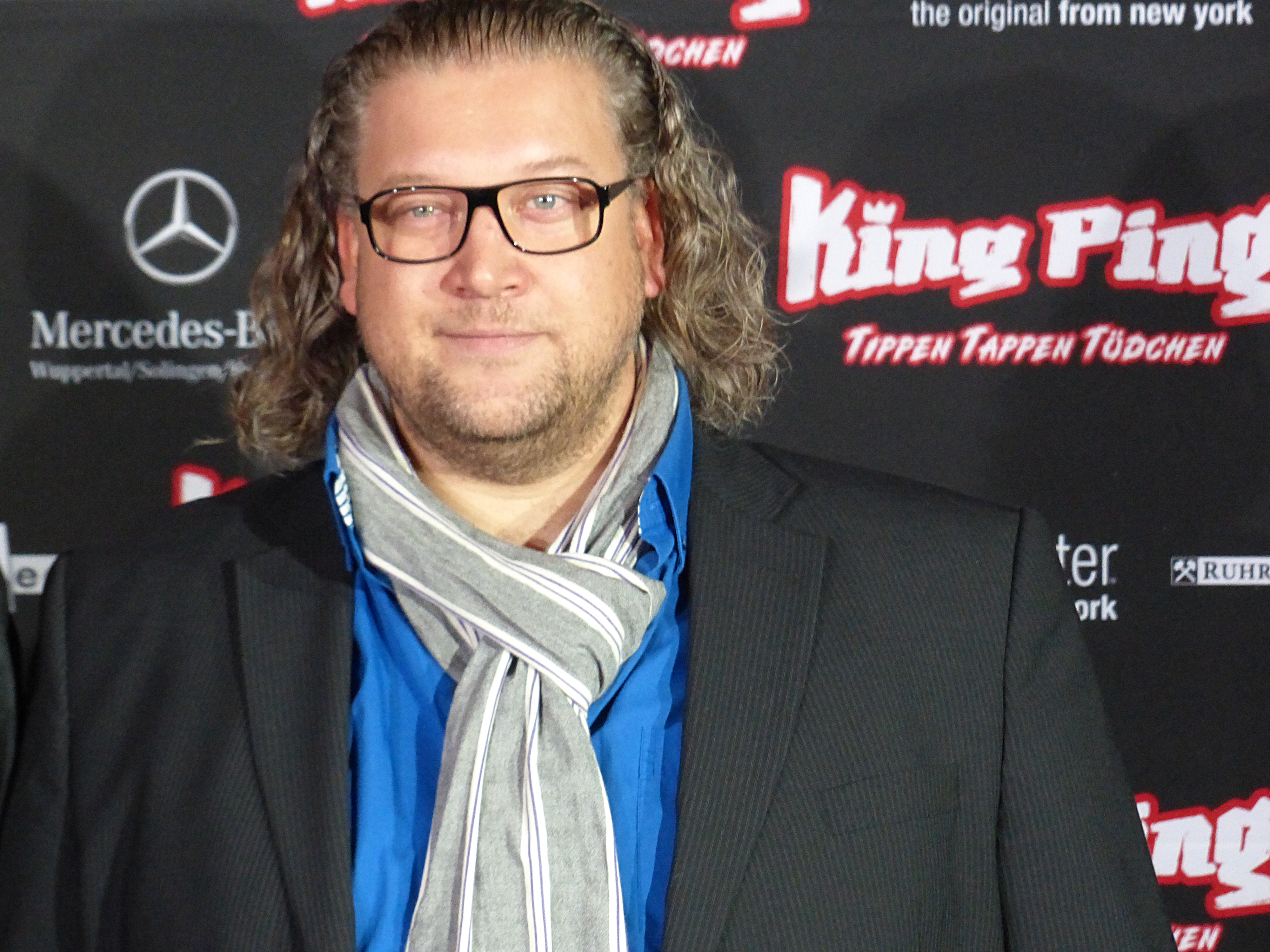
Sierk Radzei bei der Deutschlandpremiere zu King Ping in Wuppertal.

Sierk Radzei (* 11. März 1977 in Kaiserslautern) ist ein deutscher Schauspieler.

## Leben
Sierk Radzei studierte an der Staatlichen Hochschule für Musik und Darstellende Kunst in Stuttgart (unter anderem bei Volker Canaris, Felix Müller, Michael Hutmann, Susanna Vetter-Hunzelmann, Hans-Peter Bögel, Marcus Calvin u. a.) und beendete das Studium mit Diplom 2001. Seit 2000 Gast am Stuttgarter Schauspielhaus, erhielt er sein erstes Engagement von 2001 bis 2005 am Schauspiel Staatstheater Stuttgart (Intendanz: Friedrich Schirmer). Ab 2005 war er dort weiterhin als Gast unter dem neuen Intendant Hasko Weber engagiert, gleichzeitig aber auch festes Ensemblemitglied im neuen Ensemble des Schauspiel Essen bei Anselm Weber. Mehrfach nominiert als bester Nachwuchskünstler (u. a. in der Fachzeitschrift Theater heute, Die Welt etc.) wurde er in einer Kritikerumfrage in NRW zum Schauspieler des Jahres 2008 gewählt. Im Januar 2011 wurde die erfolgreiche Inszenierung Woyzeck, mit Sierk Radzei in der Titelrolle, in der Regie des leitenden Regisseurs David Bösch an das Schauspielhaus Bochum übernommen. In Bochum ist Radzei auch in der Uraufführung Eisenstein, in der Inszenierung des Intendanten Anselm Weber an der Seite von Dietmar Bär zu sehen. Zur Spielzeit 2011/2012 wechselte Radzei als festes Ensemblemitglied an das Bayerische Staatsschauspiel München, ins neue Team von Martin Kušej.
2015 spielte er in Brecht/Weills Mackie Messer – eine Salzburger Dreigroschenoper in der musikalischen Neueinrichtung von Martin Lowe bei den Salzburger Festspielen den Tiger Brown.

## Rollen (Auswahl)

### Bühne
- Der Revisor, Nikolai Gogol, Regie: Herbert Fritsch, Rolle: Polizeichef Korruptkin, Residenztheater München
- Ein Sommernachtstraum, W. Shakespeare, Regie: Michael Thalheimer, Rolle: Schnock (Löwe), Residenztheater München
- Zur Mittagsstunde, Neil LaBute, Regie: Wilfried Minks, Rolle: Inspektor, Residenztheater München
- Räuber.SCHULDENgenital, Ewald Palmetshofer, Regie: Alexander Riemenschneider, Residenztheater München (Marstall)
- Woyzeck, Georg Büchner, Regie: David Bösch, Rolle: Woyzeck, Schauspielhaus Bochum
- Eisenstein, (UA), Christoph Nußbaumeder, Regie: Anselm Weber, Schauspielhaus Bochum
- Bluthochzeit, Federico García Lorca, Regie: Rafael Sanchez, Rolle: Bräutigam, Schauspiel Essen
- Emilia Galotti, Gotthold Ephraim Lessing, Regie: Matthias Kaschig, Rolle: Marinelli, Schauspiel Essen
- Volksvernichtung oder meine Leber ist sinnlos, Werner Schwab, Regie: David Bösch, Rolle: Herrmann Wurm, Schauspiel Essen
- Liliom, Ferenc Molnár, Regie: David Bösch, Rolle: Linzmann, Schauspiel Essen
- Stier, (UA) Ralf Rothmann, Regie: Annette Pullen, Rolle: Mr. Move/Dr. Hernandez, Schauspiel Essen
- Die Jungfrau von Orleans, Friedrich Schiller, Regie: Tina Lanik, Rolle: König Karl VII, Staatstheater Stuttgart
- Ein Sommernachtstraum, William Shakespeare, Regie: Elias Perrig, Rolle: Demetrius, Staatstheater Stuttgart
- Nipplejesus (UA), Monolog nach einer Kurzgeschichte von Nick Hornby, Regie: Matthias Kaschig, Staatstheater Stuttgart
- Die Goldberg Variationen, George Tabori, Regie: Philip Tiedemann, Rolle: Masch, Staatstheater Stuttgart
- Romeo und Julia -Studie eines ertrinkenden Körpers (DE), Peter Verhelst nach Shakespeare, Regie: Elias Perrig, Rolle: Benvolio, Staatstheater Stuttgart
- High Fidelity (UA), Textfassung von Alexander Tull und Florian Vogel nach Nick Hornby, Regie: Alexander Tull, Rolle: Barry, Staatstheater Stuttgart
- Zug um Zug – Budapest 1944 (UA), Kelting/Rölz/Tanner, Regie: Elias Perrig, Rolle: Hauptsturmführer Wisliceni, Staatstheater Stuttgart
- Othello, William Shakespeare, Regie: Erich Sidler, Rolle: Cassio, Staatstheater Stuttgart
- Mackie Messer-eine Salzburger Dreigroschenoper, Bertolt Brecht/Kurt Weill, Julian Crouch und Sven-Eric Bechtolf, Rolle: Tiger Brown, Salzburger Festspiele

### Filme (Auswahl)
- 2013: Buddy, Rolle: Thomas Goldhahn, Regie: Bully Herbig (HerbX-Film/Kino)
- 2013: King Ping – Tippen Tappen Tödchen, Rolle: King (HR), Regie: Claude Giffel (REX-Film/Kino)
- 2014: Chez it out, Rolle: Andrej, Regie: Tim Trachte (Rat Pack/Kino)

### Fernsehen (Auswahl)
- 2008: SOKO Köln, Folge: Lackschäden, Regie Michael Schneider
- 2008: Stolberg, Regie Ulrich Zrenner
- 2009: Pastewka, Folge: Der Priester, Regie Jan Markus Linhof
- 2009: Frau Böhm sagt Nein, Regie Connie Walther
- 2009: Nachtschicht, Regie Lars Becker
- 2010: Die letzten 30 Jahre, Regie Michael Gutmann
- 2011: Lisas Fluch, Regie Petra Katharina Wagner
- 2012–2013: Add a Friend, Fernsehserie, 11 Folgen, durchgehende Rolle der 1. Staffel, Regie Tobi Baumann
- 2013: Doc meets Dorf, Regie Franziska Meyer Price
- 2014: Tatort – Der Maulwurf, Regie Johannes Grieser
- 2014: Tatort – Hinter dem Spiegel, Regie Sebastian Marka
- 2015: Helen Dorn – Der Pakt (Fernsehreihe)
- 2016: Tatort – Es lebe der Tod

## Preise/Auszeichnungen
- 2013 Grimme-Preis, Produktion: „Add a Friend“ – Staffel 1, (TNT-Serie/Wiedemann&Berg)
- 2008 Schauspieler des Jahres (NRW-Kritikerumfrage)